# Oroua River
Der Oroua River ist ein Fluss in der Region Manawatū-Whanganui auf der Nordinsel von Neuseeland.

## Geographie
Der Oroua River stellt mit seiner Länge von rund 135 km ein Hauptnebenfluss des Manawatū River auf der Nordinsel des Landes dar. Der Fluss entspringt rund 170 m nordwestlich des 1695 m hohen Te Hekenga, der ein Teil der Bergkette der Ruahine Range darstellt. Von seinem Quellgebiet aus bewegt sich das noch kleine Gewässer in einem Linksbogen zunächst in südwestliche und dann bis zur Triangle Hut in südliche Richtung. Nach einem weiteren Wasserzulauf vom Iron Gate Creek von Osten bei Flusskilometer 9,5 aus nimmt der nun als Fluss wahrzunehmende Oroua River eine südsüdwestliche Flussrichtung an, um dann nach der Iron Gate Hut in einem weiten Bogen nach Westen zu driften. Nach dem rechtsseitigen Zufluss des Mangaroa Stream bei Flusskilometer 29,5 schwenkt der Oroua River wechselnd in Mäanderform nach Süden bis Südwesten. Nach insgesamt 94 Flusskilometer passiert der Fluss dann die Kleinstadt Feilding an dessen östlicher bis südöstlicher Seite. Zuvor trägt der Kiwitea Stream rechtsseitig sein Wässer zu. Palmerston North, das östlich des Flusses liegt, ist rund 9 km entfernt. In einem weiten Bogen mündet der Oroua River von Norden kommend schließlich rund 135 km südwestlich von Palmerston North in den Manawatū River.

## Wanderweg
Ein Teil des Flusses kann ab der Alice Nash Memorial Heritage Lodge, die von der südlich verlaufenden Paterson Road aus zu erreichen ist, erwandert werden. Von der Lodge aus führt an der Südseite des Flusses ein Wanderweg über rund 6 km bis zur Iron Gate Hut. Eine Wanderzeit für den Weg muss mit 4 bis 5 Stunden eingeplant werden.

## Oroua Catchment Care Group
Die Oroua Catchment Care Group wurde im April 1912 als eine Initiative des Manawatu River Leaders' Accord gegründet. Sie setzte sich aus ortsansässigen Iwi, Landwirten, Rats- und Gemeindemitgliedern zusammen, die sich alle für eine Verbesserung des Wassers des Oroua River und seiner Nebenflüsse sowie deren Umgebung einsetzen. Als eine Aktion wurden im Mai 2014 rund 1350 Pflanzen von Kindern der Kiwitea School, der Kimbolton School und Mitgliedern der Oroua Catchment Care Group an der Uferseite des Haynes Creek, der seine Wässer dem  Oroua River zuträgt, als Beispiel gepflanzt. Auch in eine Wasserwiederaufbereitungsanlage wurde investiert.